# Jan Kozamernik
Jan Kozamernik (Lubiana, 24 dicembre 1995) è un pallavolista sloveno, centrale dei Tokyo Great Bears.

## Carriera

### Club
Jan Kozamernik muove i primi passi nel Črnuče prima di approdare, nel 2014, all'ACH Volley, in 1. DOL: con la formazione arancio-blu vince tre scudetti consecutivi, una Coppa di Slovenia e due edizioni della Middle European League. Nella stagione 2017-18 viene ingaggiato dalla Trentino, nella Superlega italiana, categoria dove resta anche nella stagione successiva trasferendosi però alla Powervolley Milano, militandovi per un triennio e conquistando una Challenge Cup.
Nel campionato 2021-22 si trasferisce nella Polska Liga Siatkówki, dove difende i colori dell'Asseco Resovia per un biennio, facendo quindi ritorno alla Trentino nel campionato 2023-24, vincendo una Champions League e uno scudetto nel corso di due annate. Nella stagione 2025-26 approda nella SV.League giapponese, indossando la casacca dei Tokyo Great Bears. 

### Nazionale
Nel 2014 esordisce in nazionale, vincendo la medaglia di bronzo all'European League, torneo nel quale invece si aggiudica l'oro nel 2015, anno in cui vince la medaglia d'argento al campionato europeo, bissata nel 2019, in cui conquista anche l'oro alla Volleyball Challenger Cup.
Nel 2021 conquista la medaglia d'argento al campionato europeo, mentre nell'edizione 2023 mette al collo la medaglia di bronzo, stesso metallo vinto alla Coppa del Mondo 2023.

## Palmarès

### Club
- Campionato sloveno: 3

2014-15, 2015-16, 2016-17
- Campionato italiano: 1

2024-25
- Coppa di Slovenia: 1

2014-15
- CEV Champions League: 1

2023-24
- Challenge Cup: 1

2020-21
- Middle European League: 2

2015-16, 2016-17

### Nazionale (competizioni minori)
- European League 2014
- European League 2015
- Volleyball Challenger Cup 2019
- Memorial Hubert Wagner 2023

### Premi individuali
- 2023 - Memorial Hubert Wagner: Miglior muro[12]
- 2025 - Volleyball Nations League maschile: Miglior centrale[13]